# مسينزانا
مسينزانا هي بلدية في مقاطعة فاريزي في منطقة لومبارديا في إيطاليا، تقع على بعد حوالي 60 كيلومتر (37 ميل) شمال غرب ميلانو وحوالي 15 كيلومتر (9.3 ميل) شمال غرب فاريزي. اعتبارًا من 31 ديسمبر 2004، كان عدد سكانها 1,318 نسمة وتبلغ مساحتها 4.9 كيلومتر مربع (1.9 ميل2).
تحتوي بلدية مسينزانا على القرى (تقسيمات فرعية، تتكون بشكل رئيسي من قرى ونجوع) مالبينساتا، مولينو دي آنا، بيتزا، مارو، كا بيانكا نوفا، بيانازو، بياتا، ألبي كافوغليو، جيسيولا ديل مونتي سان مارتينو، ولا كاشين.
تحد مسينزانا البلديات التالية: بريساجو-فالترافاليا، كاسانو فالكوفيا، دونو، غرانتولا، مونتغرينو فالترافاليا.

## وصلات خارجية
- الموقع الرسمي لمسینزانا